# Caminho biológico
Uma via biológica é uma série de interações entre moléculas em uma célula que leva a um determinado produto ou a uma mudança em uma célula. Esse caminho pode desencadear a montagem de novas moléculas, como uma gordura ou proteína.  Algumas das vias biológicas mais comuns estão envolvidas no metabolismo, na regulação da expressão gênica e na transmissão de sinais. Os caminhos desempenham um papel fundamental em estudos avançados de genômica.
Tipos mais comuns de vias biológicas:
- Rede de transcrição
- Transdução de sinal
- Via metabólica